# Emirates Stadium
Emirates Stadium er navnet på det fodboldstadion, der er hjemmebane for den engelske fodboldklub Arsenal fra sommeren 2006.
Det nye stadion kan rumme 60.704 tilskuere i sammenligning med den gamle hjemmebane Highbury, hvor ca. 38.500 tilskuere kunne lukkes ind. Navnet Emirates kommer fra Arsenals hovedsponsor, flyselskabet Emirates, som gav omkring 1 milliard kroner til opførelsen af dette stadion, som bortset fra Wembley Stadium er det dyreste i verden, med en pris på omkring 3,5 milliarder (£430 millioner i 2006).
Omklædningsrummene på Emirate Stadium er specielle, idet Arsenals omklædningsrum er ovalt, hvorimod modstanderens omklædningsrum er firkantet. Dette skulle efter sigende have en positiv effekt på hjemmeholdet Arsenal, at der ingen hjørner findes.
- Wikimedia Commons har flere filer relateret til Emirates Stadium